# Mieczysław Walkiewicz
Mieczysław Walkiewicz (Wólka Nowa; 5 de Novembro de 1949 — ) é um político da Polónia. Ele foi eleito para a Sejm em 25 de Setembro de 2005 com 4634 votos em 21 no distrito de Opole, candidato pelas listas do partido Prawo i Sprawiedliwość.